# Kviteseid kirke
Kviteseid kirke är en stenkyrka som ligger i Kviteseid i Kviteseids kommun i Telemark fylke i Norge.

## Kyrkobyggnaden
Kyrkan uppfördes 1915 efter ritningar av arkitekt Haldor Larsen Børve och ersatte Kviteseid gamle kirke som huvudkyrka. Nya kyrkan invigdes 18 juni 1916 av biskop Bernt Støylen, dagen innan samme biskop invigde Fjågesund kirke. Åren 1937 till 1938 lät konstmålaren Rolf Klemetsrud dekorera absiden med motiv föreställande Jesu död och uppståndelse. Vintern 2004 till 2005 målades kyrkan om invändigt.
Kyrkan har en stomme av tegel och röd granit och består av långhus med nordöstlig-sydvästlig orientering. Vid sydvästliga kortsidan finns ett smalare kor med absid. Vid nordöstliga kortsidan finns ingången. Vid kyrkans sydöstra sida finns ett sidställt torn med tornspira. I tornet hänger två kyrkklockor. I kyrkorummet finns 350 sittplatser.
På kyrkogården står ett bårhus som är uppfört 1968.

## Inventarier
- Orgeln är tillverkad 1916 av Olsen & Jørgensen. 1997 utökades orgeln med fyra stämmor och har nu 17 stämmor.
- Altartavlan är skuren i trä och har motivet Guds Lamm.